# 21505 Бернерт
21505 Бернерт (21505 Bernert) — астероїд головного поясу, відкритий 22 травня 1998 року.
Тіссеранів параметр щодо Юпітера — 3,617.